# Eucalyptus petiolaris
Eucalyptus petiolaris är en myrtenväxtart som först beskrevs av Boland, och fick sitt nu gällande namn av K. Rule. Eucalyptus petiolaris ingår i släktet Eucalyptus och familjen myrtenväxter. Inga underarter finns listade i Catalogue of Life.